# Scherenschwanz-Königstyrann
Der Scherenschwanz-Königstyrann (Tyrannus forficatus) ist ein Sperlingsvogel aus der Familie der Tyrannen innerhalb der Unterordnung der Schreivögel.

## Merkmale
Der Scherenschwanz-Königstyrann  hat einen extrem langen gegabelten schwarzen Schwanz. Oberseits ist der Vogel grau gefärbt; die Unterseite ist heller mit rosa Flanken. Die Jungvögel sind weniger farbenprächtig und haben einen kürzeren Schwanz.

## Vorkommen
Dieser Schreivogel brütet in offenen  Buschlandschaften mit vereinzelten Bäumen im zentralen Süden der USA und im Nordosten Mexikos und überwintert im südlichen Mexiko und in Zentralamerika. Manchmal taucht der Vogel an der Küste der USA auf und selten wird er in Südkanada gesehen.
Der Scherenschwanz-Königstyrann  ist der Staatsvogel von Oklahoma.

## Verhalten
Der Vogel, der aggressiv sein Brutrevier verteidigt, ernährt sich von Insekten, die er von einem Ansitz aus jagt, und gelegentlich von Beeren.

## Fortpflanzung
Bei der Balz führt das Männchen spektakuläre Schauflüge auf.  Ein schalenförmiges Nest wird in einem Busch  oder Baum, manchmal auch auf einen Telefonmast gebaut. Beide Elternvögel füttern die Jungvögel.